# Santuário de Ise
O Santuário Ise é um santuário xintoísta dedicado à deusa do sol, Amaterasu e está situado na cidade de Ise, na província de Mie, no Japão. 
Também é conhecido por Ise Jingu, ou apenas por Jingu ("o Santuário") e é um dos mais importantes santuários xintoístas do Japão.
Amaterasu é considerada a antepassada da Família imperial nipónica e é a divindade tutelar do povo japonês, o que faz do Ise Shingu um dos templos mais emblemáticos do Japão. A confirmá-lo, está o facto de que, em tempos recuados, a sumo-sacerdotisa de Ise Shingu era sempre uma mulher solteira da Família Real, conhecida por Saiô. Esta ligação mantém-se até aos nossos dias, pois o sumo-sacerdote continua a ser um membro da Família Imperial. O cargo é hoje exercido por Kitashirakawa Michihisa, bisneto do Imperador Meiji.

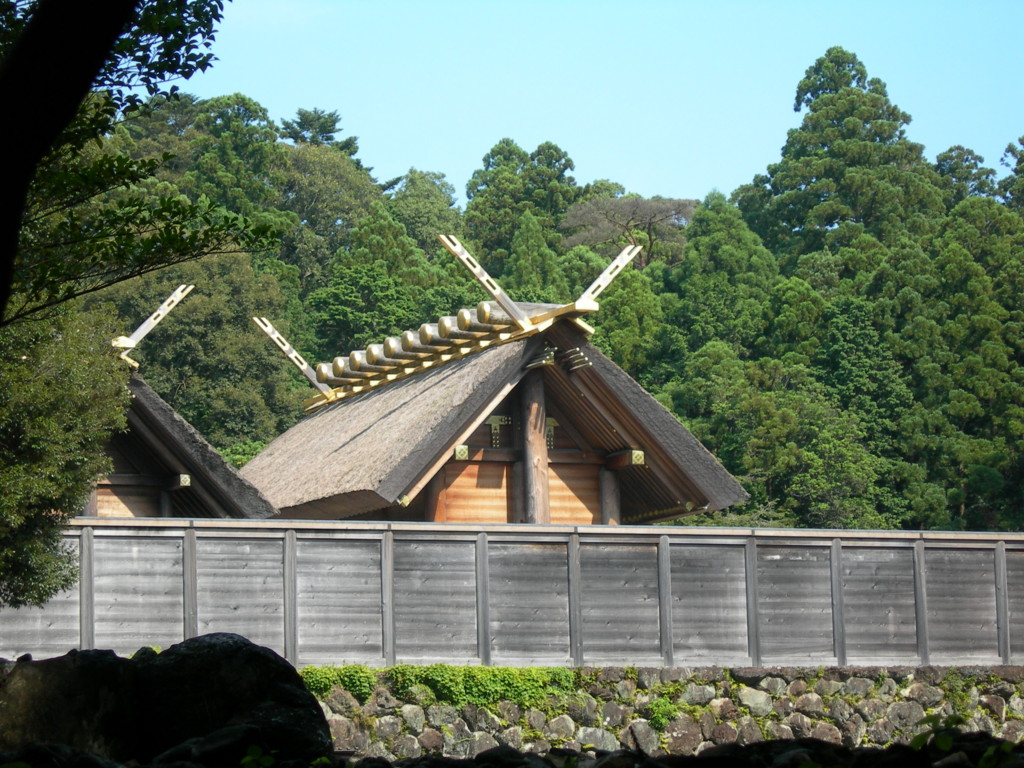
O Kotaijingu é o local mais sagrado de Ise Jingu. O acesso é estritamente reservado e os fiéis apenas o podem observar por trás de uma vedação

## Geku e Naiku
O Ise Jingu é, na realidade, um complexo de mais de cem templos menores, que se dividem em Geku (em japonês 外宮 Santuário Exterior) e Naiku (em japonês 内宮 Santuário Interior), que distam cerca de seis quilómetros um do outro e estão ligados por uma via processional.

### Geku
O Geku (Santuário Exterior) está situado perto da cidade de Yamada e é dedicado ao kami Toyouke. Toyouke é a divindade da agricultura e da indústria, fornecendo aos homens a comida, a roupa, o abrigo e outros bens. É também o kami que tem por função fazer as oferendas de alimento a Amaterasu. 

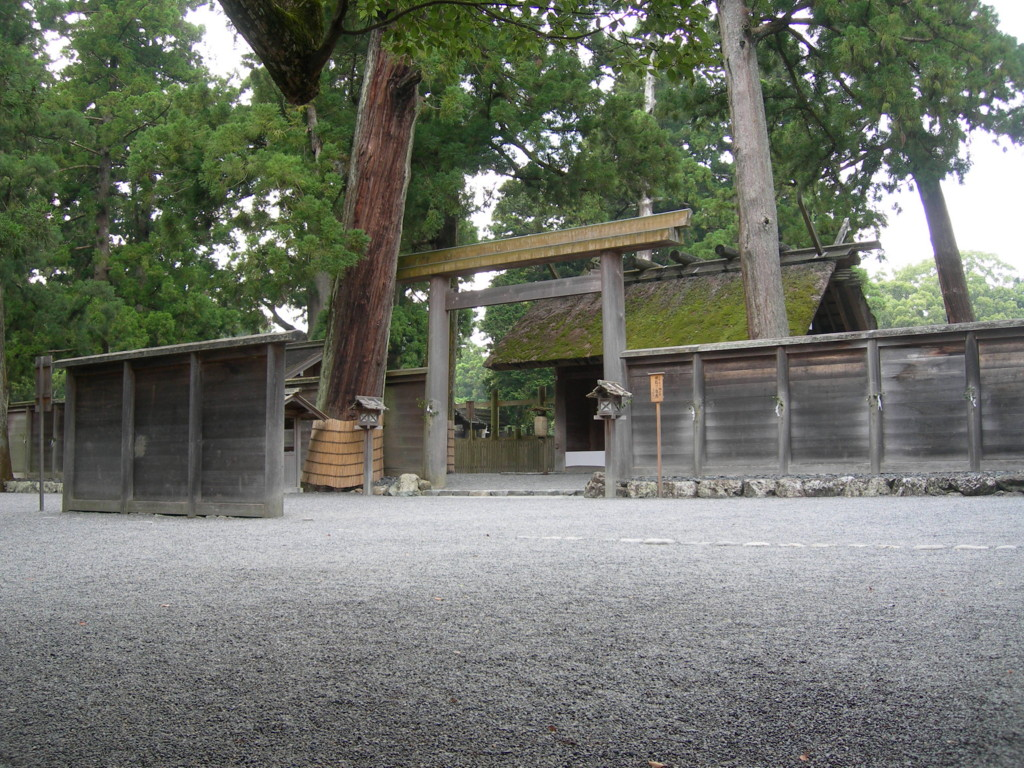
O Toyoukedaijingu, o santuário dedicado a Toyouke, no Geku

O Geku foi fundado há 1500 anos, pelo 21º Imperador, Yuryaku (456 a 479 d.C.). Conta a lenda que o Amaterasu lhe terá aparecido num sonho, dizendo-lhe que não conseguia alimentar-se conveninentemente e pedindo-lhe que trouxesse Toyouke de Tanba (ao norte de Quioto) para que lhe fornecesse as suas refeições. 
Assim, desde a fundação do Geku, é realizada duas vezes por dia uma cerimónia de dedicação da comida sagrada de Amaterasu, no Mikeden (sala de refeições sagrada).

### Naiku

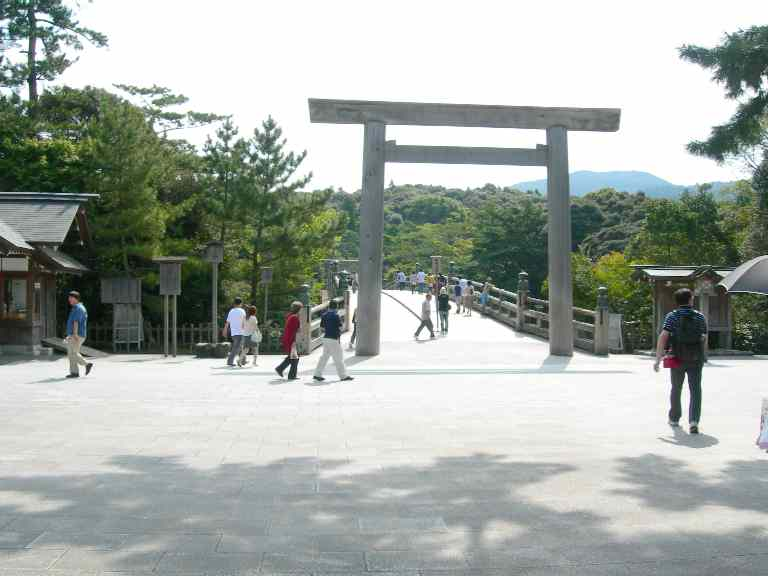
A ponte Uji

O Naiku (Santuário Interior) está localizado junto da cidade de Uji e é dedicado a Amaterasu, a divindade principal do santuário.
A cronologia tradicional conta-nos que o Naiku foi fundaddo por Yamatohime, filha do Imperador Suinin, cerca do ano 4 a.C.. 
Yamatohime fora encarregada pelo pai de encontrar um sitio adequado para realizar oferendas a Amaterasu e percorreu o Japão durante vinte anos até que chegou a Ise e ouviu a voz da deusa dizendo-lhe que aquele era o local onde desejava ser adorada. O reconhecimento a Yamatohime está hoje expresso no santuário que lhe é dedicado, o Yamatohime-no-Miya, construído no percurso entre o Geku e o Naiku.

Dentro do Naiku existem várias estruturas. Algumas delas são:
- Ponte Uji: A Ponte Uji estende-se por 100 metros sobre o rio Isuzu e é a entrada para o Naiku e representa a passagem do mundo profano para o mundo sagrado;
- Temizusha: a fonte de ablução. Na religião Xinto é dada especial importância à pureza e é pedido aos fiéis que se purifiquem com água antes de penetrar no recinto sagrado. Também há outro local, na margem do rio Isuzu dedicado à ablução, chamado Mitarashi
- Saikan e Anzaisho: O Saikan é um edifício onde os monges devem passar uma ou duas noites, para se purificarem e libertarem das preocupações temporais antes de participarem num ritual. O Anzaisho serve para o mesmo fim, mas é dedicado ao Imperador ou ao seu emissário, que participa regularmente em rituais;
- Kaguraden: É um edifício para oração e oferendas e onde também se realiza a kagura;
- Aramatsuri-no-miya: É um santuário independente dedicado ao espírito aramitama de Amaterasu. O espírito de Amaterasu tem dois aspetos: um pacífico (o nigimitama) e o outro mais "energético" (o aramitama), a quem é consagrado este santuário.
- Kazahinomi-no-miya: Trata-se de outro santuário dedicado aos kami do vento e da chuva, cruciais para a agricultura;

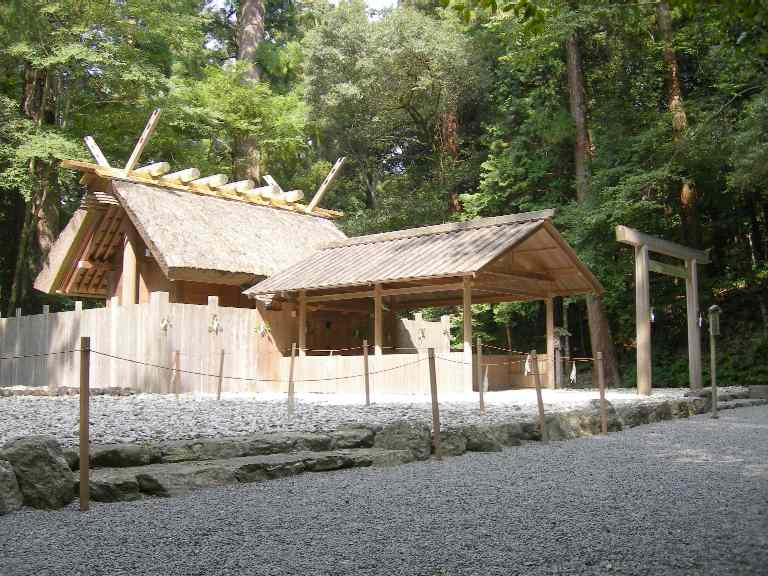
O Kazahinomi-no-miya dedicado aos kami do vento e da chuva

- Imibiyaden: trata-se do edifício onde são preparadas as refeições dos kami. Nele, o sacerdote acende o fogo sagrado e cozinha as oferendas.
- Kotaijingu - santuário principal: Trata-se do local mais sagrado de todo o Ise Jingu, onde está o espírito nigimitama de Amaterasu. É neste local que é conservado o "Espelho Sagrado" (Yata no kagami), um dos três tesouros imperiais do Japão, que se crê tenham sido dados por Amaterasu ao primeiro Imperador do Japão.

Os fiéis consideram que o Kotaijingu é a habitação física da deusa e por isso apenas se podem aproximar até à vedação. Todas as fotografias são estritamente proibidas.

## Arquitetura e reconstruções

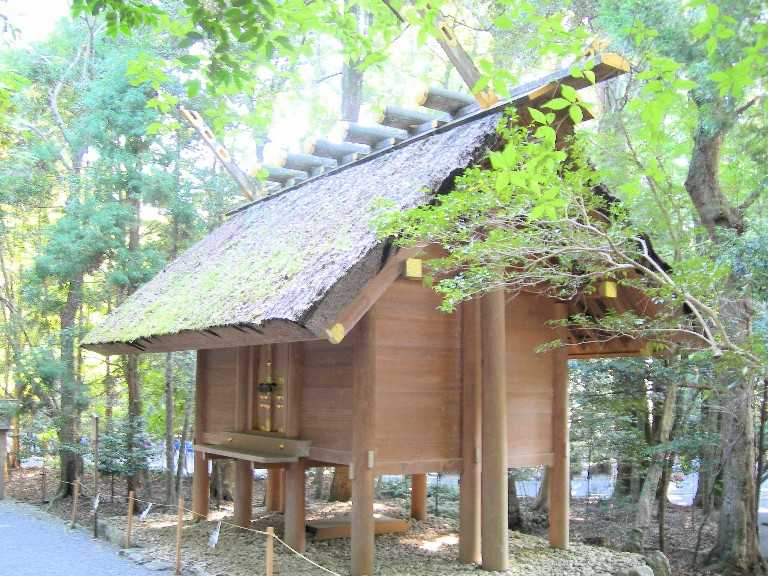
Exemplo da arquitetura clássica japonesa

O estilo arquitetónico do Santuário de Ise é único e não pode ser utilizado em nenhum outro santuário. É chamado Shinmeizukuri e é anterior à entrada de influências chinesas e budistas, dando-nos uma imagem única do estilo tradicional, verdadeiramente japonês.
Os edifícios caracterizam-se por serem construídos quase exclusivamente em madeira, serem assentes sobre estacas e pelas vigas do telhado que se estendem e cruzam, dando a impressão de dois chifres. Existem, também, pequenos barrotes dispostos horizontalmente sobre a cumeada do telhado, conhecidos por Katsuogi. De modo geral, o estilo tem uma vaga semelhança com a arquitetura polinésia.

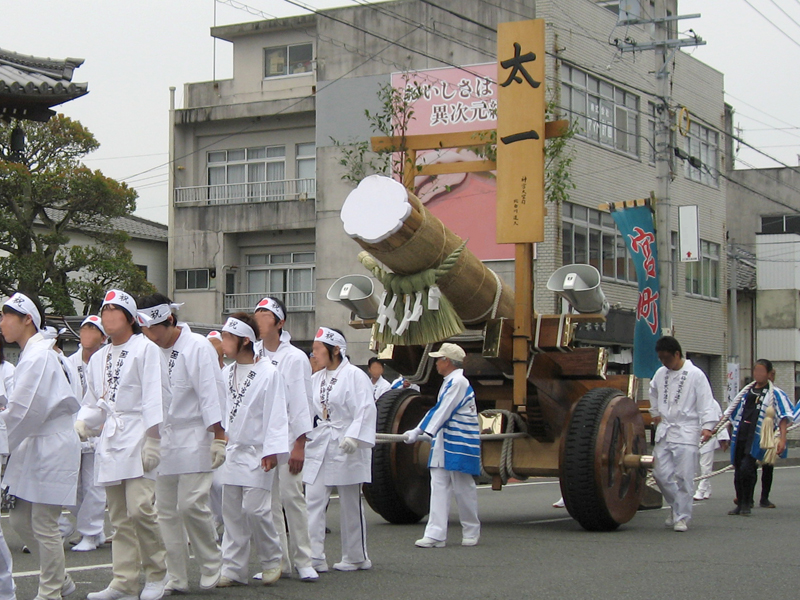
No Festival de Okihiki a madeira que irá ser utilizada na próxima reconstrução do santuário é levada pela cidade de Ise até ao Naiku e ao Geku

A arquitetura de Ise Jingu é escrupulosamente preservada. Os edifícios, bem como a ponte de Uji, são completamente reconstruídos a cada 20 anos, numa cerimónia conhecida por Shikinen Sengu. A 61ª primeira cerimónia aconteceu em 1993, estando a próxima prevista para o ano de 2033.
O Shikinen Sengu está ligada à crença xinto na morte e renovação peródicas do universo, mas também é uma forma de passar de geração em geração as antigas técnicas de construção. Para possibilitar estas reconstruções, existe, ao lado do Santuário principal, um lote de terreno vazio, que há de receber o novo edifício. 
Ao longo de cada período de vinte anos vão-se realizando vários rituais preparatórios: desde o abate das árvores que irão fornecer a madeira, ao transporte dos troncos - no qual participa a população da cidade de Ise - no festival de Okihiki, culminando na transferência dos símbolos do kami e do tesouro para o novo edifício, na cerimónia de Sengyo. 

## Festivais e cerimónias
Existem múltiplos festivais e cerimónias, que seguem um calendário perfeitamente codificado. Este ciclo está intimamente ligado aos cíclos da agricultura do arroz, base tradicional da economia japonesa. 
Conduzem-se várias cerimónias pedindo a intercessão dos kami, para garantir a abundância da próxima colheita. Por exemplo: o Kinen-sai, realizado em Fevereiro, em que o enviado do Imperador (também ele um membro da família real) dirige preces aos kami por uma colheita abundante e o Kazahinomi-sai, em Maio e Agosto, pedindo bom tempo e chuva adequada.
Existem, dentro de Ise Jingu, campos de arroz sagrados, onde se realizam as cerimónias de plantação do arroz (Shinden-geshu-sai), transplante (Shinden-otaue-hajime-shiki) e colheita (Nuibo-sai).

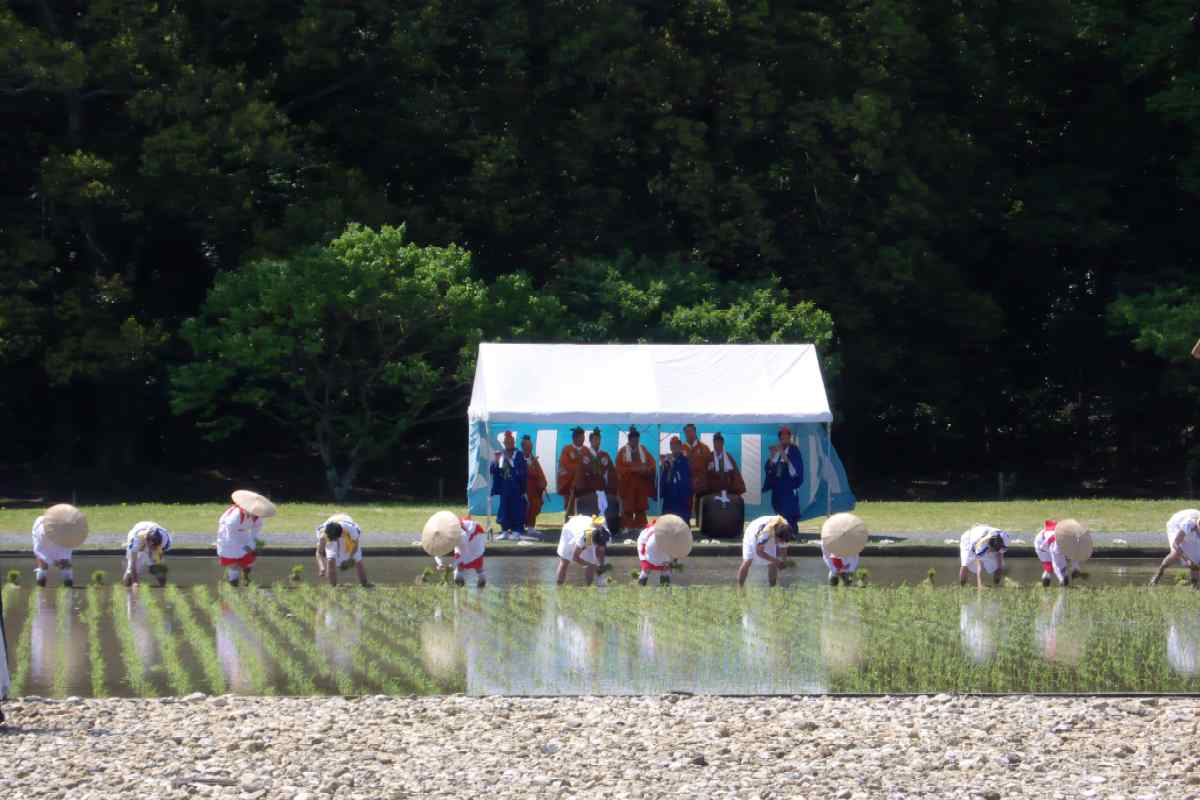
Ritual da plantação do arroz no Ise Jingu

O momento mais importante dá-se em outubro, quando é oferecido a Amaterasu, o primeiro arroz, colhido pelo próprio imperador, no festival de Kanname-sai.
A par destes grandes festivais, existem cerimónias diárias ligadas à oferta de alimentação a Amaterasu.
Acontecem,também outros eventos, como um grande torneio de sumo, na primavera, ou o Enju-Daidai-Kagura, realizado em Maio, em que os ancião das cidades vizinhas são convidados a vir orar pela longevidade e pela saúde ou o Kangetsukai (admiração da Lua cheia) em Setembro, em que são recitadas música e poesias tradicionais.
Estes festivais, para além da dimensão de solenidade religiosa, têm, também, grande participação popular e são momentos de festa e celebração de toda a comunidade. 